# 伊班族神話主神
伊班族所信仰的對象（神祇），被泛稱為“Petara”（伊班語：神）。“Petara”一詞源自梵文的“pitr”或“pitarah”，意為一位印度神祇。在伊班族的信仰裡，“神”主要被分為三個不同類別的神祇。第一類別為創造神，也就是創造了土地、天空、水源和人類的神祇；第二類別則是文化起源中主掌人類日常活動的神祇；再來，則是伊班族的英雄人物，可能該英雄的行為深刻地影響了伊班族的一些文化與日常活動而被供奉為精神信仰中的神明。

## 創世神祇

### Raja Entala
伊班族相信人類的世界是由“Raja Entala”（另稱：“Keri Raja Petara”）所創造的兩隻名為“Ara”和“Irik”的鳥製造“bumi”（馬來文：土地、地球、人類世界），可是這兩隻鳥做的人類世界太大、太廣闊了，不能完全地放在天空底下，所以這兩隻鳥就把土地擠壓，所以形成了平地以外的山丘、山峰、低谷和窪地等地方。

### Serumugah
“Serumugah”是創造土地的神祇。

### Segundi
“Segundi”是創造水源的神祇。

### Segundit
“Segundit”是創造天空的神祇。

## 死亡世界神祇
在伊班族的神祇中，其中有“Raja Niram”與“Dara Rambai Garuda”為掌管“menoa Sebayan”（伊班語：死亡世界）的神明。在人死後，他們相信人的靈魂會到“Raja Niram”和“Dara Rambai Garuda”會引領人的靈魂到達這個他們統治的世界。

## 文化與物像神祇
在伊班人的觀念之中，世界分為三個層次— “langit （页面存档备份，存于）”（馬來語：天空）、“tanah （页面存档备份，存于）”（馬來語：土地）和“Sebayan”（伊班語：死亡世界）。 總體來說，他們的觀念之中這三個層次又有兩種類別，即是「看得見的世界」與「看不見的世界」。「看得見的世界」是人類所處的世界；「看不見的世界」則是神居住的地方、精靈鬼魂居住的地方，以及死亡世界。
他們認為，人類所處的這個世界— 土地，是從另一個世界相隔的。那另一個“不被看見的世界”【英文：Unseen Realm。另也被認作為“langit”（伊班語：天界，英譯：Sky Realm）】，是因為一群不為人類所看見的神（Petara）、“Orang Panggau”（伊班語：神祕之人）、精靈和“antu”（伊班語：鬼）所居住。存在在「不被看見的世界」裡的神祇與精靈，正在那一個空間活動，他們掌司人類的所有事情，故他們的所作所為對人類世界是有所影響的。這些神祇和精靈，都是可以與“langit”（伊班語：天界）聯繫的神明和靈體，進而與人類世界的人們有所連結。另外，伊班族也認為，雖然神明擁有人類所沒有的支配力量，可是所有的神祇其實擁有著人一般的外型特徵，而且可以任意地變形為任何他們想要的型態。由此可見，伊班族對於世界空間的認知，主要是將世界分為「看得見」與「看不見」的分別。
人類處於「看得見」的世界，而要與與人類有密切聯繫且在「看不見」的天界的神祇聯繫，除了這些神明和其他靈體化為“看得見”的世界的一份子，潛藏在人類的世界空間以外，還有一類同被視為神的“Orang Panggau”（伊班語：神祕之人）也被視為人類世界與天界的溝通橋樑。他們多是伊班族被神化的英雄，有民族英雄，也有出色的女性編織者。他們所掌司的領域為人類世界與天界之間的地帶，被稱為來自“Panggau-Gellong”的英雄。與天界的神祇相同，他們也擁有變形的能力。他們通常是非常英勇的、被賦予絕世美貌的、富有創意的，而且對於伊班族的文化帶來相當正向的影響和改變的。他們的行為和目的皆超越人類，且與神祇一般富有仁慈之心，因此被賦予與神溝通，甚至與神相同的力量。

### 戰神：辛亞朗·布隆
原文名為Singalang Burong。
主神核心之神，為“Raja Jembu”與“Endu Endat Baku Kansat”的長子，其神職是掌管戰爭之事。。
從天界下凡至人類世界的時候，會化身為“Bhraminy Kite”（英語：栗鸢，鷹科鳥類。）伊班人稱之為“Akik Lang”（伊班語：祖父）。
“Singalang Burong”之後娶了“Endu Dara Sentaba Balun Kupak”，並且有了七個女兒和一個兒子— “Aji, Berani Ngilah Bulan”。七個女兒分別是：“Endu Dara Tinchin Temaga”、“Endu Langgu Ketunsung Ngembai”、“Endu Kachapah Dulang Mindung”、“Endu Bentuk Tinchin Pengabas”、“Endu Kechapang Dulang Mas”、“Endu Mua Punchung Pengabas”和“Endu Dara Chempaka Tempurung Alang”。她們分別嫁給了：“Ketupong”、“Beragai”、“Bejampong”、“Pangkas”、“Embuas”、“Kelabu Papau”和“Burung Malam”。
| Singalang Burong的女兒             | Singalang Burong的女婿                                                  |                                     |
| ---------------------------------- | ----------------------------------------------------------------------- | ----------------------------------- |
| Endu Dara Tinchin Temaga           | Ketupong（中：姬棕啄木；英：Rufuos Piculet （页面存档备份，存于）       | “Bujang Sebenang Mali Lebu”之子     |
| Endu Langgu Ketunsung Ngembai      | Beragai（中：紅腰咬鵑；英：Scarlet-rumped Trogon （页面存档备份，存于） | “Bujang Sebabang Bunga Ringkai”之子 |
| Endu Kachapang Dulang Mindung      | Bejampong（中：馬來冠鴉；英：Crested Jay （页面存档备份，存于）         | “Bujang Kengkang Kerama”之子        |
| Endu Bentuk Tinchin Pengabas       | Pangkas（中：小栗啄木鳥；英：Maroon Woodpecker （页面存档备份，存于）   | “Bujang Lachau Kuring”之子          |
| Endu Kechapang Dulang Mas          | Embuas（中：橫斑翠鳥；英：Banded Kingfisher （页面存档备份，存于）      | “Raja Taka”之子                     |
| Endu Mua Punchung Pengabas         | Kelabu Papau（中：戴氏火北鷴；英：Diard’s Trogon （页面存档备份，存于） | “Bujang Jimbun Bulan”之子           |
| Endu Dara Chempaka Tempurung Alang | Burung Malam （中：蟋蟀；英：Cricket （页面存档备份，存于）             | “Lalak Pala”之子                    |

“Singalang Burong”的女婿們，皆為其親信，也是伊班族所說的“Omen （页面存档备份，存于）”（英文：預言鳥）。伊班人相信這些鳥類身為“Singalang Burong”的女婿，可以通達其欲給人們的預言或啟示。他們也可以透過這些預言鳥，將自己的願望訴求傳達給“Singalang Burong”。故只要伊班人要開闢農耕土地或上戰場，便會透過這六隻預言鳥請示“Singalang Burong”。且“Singalang Burong”也曾下令道：「如果你們不聽從預言鳥的話，那麼你們就不會因你們的勞作而得到收穫。」除了這六隻預言鳥以外，還有第七隻預言（或有說法是第八位）鳥名為“Nendak”（中：白腰鵲鴝；英：White-rumped Shama （页面存档备份，存于）），“Sibal Ibal”之子，偶爾也會被認為是“Singalang Burong”的女婿，然只有以上提到的六位是較為普遍的，且相傳其帶來的預言一般都不太重要。
對於“Singalang Burong”的下落，伊班族中流傳了主要的兩種說法：（一）他回到了天界，住在一個名為“Tansang Kenyalang”（伊班語：犀鳥巢）的長屋裡頭；（二）他老了並且死去，被埋葬在了“Bukit Tutop”（馬來語：“bukit”為山；“Tutop”為名）。為紀念這位戰神，伊班族傳統習俗中便有“Gawai Burong”（伊班語：祭鳥節）。

### 月亮神：安丹
原文名為Andan。
伊班人稱為“Inik Andan”（伊班語：安丹祖母），是“Singalang Burong”的妹妹。另在一般神話之中，她還有“Inik Manang”（伊班語：薩滿 （页面存档备份，存于）、醫女）的稱號，被認為是一位知名的治病術士。除此之外，她亦是可以看見未來的神諭者。
安丹祖母與她的丈夫住在月亮上。她的丈夫因為駝背，所以被伊班人稱作“Akik Ungkuk”（伊班語：彎背的爺爺），滿月之外時候出現的黑影，是“Akik Ungkuk”的剪影。除了如此形象的傳說，“Akik Ungkuk”創造了在耕種農作物時候可以抓蟲子和其他偷吃農作物的動物的道具，被視為農耕相關的神祇之一。

### 薩滿（页面存档备份，存于）：民加亞·拉惹·瑪囊
原文名為Menjaya Raja Manang。
次要神祇，其為薩滿、巫醫。
該神在“Bukit Rabong”受月亮神的旨意被封為薩滿，所以這個地方一直被伊班的薩滿或醫者視為聖地。對於伊班薩滿及其他伊班人來說，這裡也是接近天界的山峰。對於伊班族的薩滿或醫者來講，他們死後所去的世界便是“Bukit Rabong”。故這座山不僅有延續生命的意象，也有薩滿和醫者所嚮往的死後歸處，或者可以說是伊班人所認為的死亡空間之一。
故在一位薩滿或醫者去世之後，他們所進行的儀式也與一般人的儀式有些許的不同。比如他們下葬的屍體，必須讓其頭部向著河的上流處。他們相信這樣的話，他們便能在“Bukit Rabong”這個薩滿和醫者的聖地得到安息。

### 農業神：辛布郎·戞那
原文名為Simpulang Gana。
掌管土地和農業的神祇。其妻子為“Setanggoi-Tanggoi Buloh”，“Raja Shua”（其為統治地底世界的神祇）與“Seregendah”（統治森林裡動植物之靈的女神）之女。該神繼承了岳父及岳母的神力，使他成為人類土地上受人敬佩且畏懼的神祇。
一般伊班人在從事與土地相關的工作，如開闢農地、耕種、蓋房子等等，都必須要向“Simpulang Gana”請示和乞靈，得到他的允許才能動土。
伊班人在豐收節（馬來文：Hari Gawai （页面存档备份，存于））之時，主要祭祀這位神明。

### 祭司：碧姑·泍蘇
原文名為Bikhu Bunsu Petara。
次要神祇，“Raja Jembu”的女兒。在伊班神話之中，並沒有與她相關的事蹟或其他與現實勞動生活較有緊密聯繫的說法。僅僅將她視為掌管愛、美麗和所有靈魂的一位女祭司。另外，她的其中一個屬性便是富有創意。直到今天，伊班族的女生仍有編制手工藝品的手藝傳承，許多都是富有民族色彩的圖騰為主。例如石珠手飾與重要慶典穿著的傳統服飾等等。

### 石神：拉惹·真佈
原文名為Raja Jembu。
伊班神話中七位主要神祇的父親。
據說“Raja Jembu”是一位守護伊班人用來農作與打獵的“batu umai”（伊班語：磨石）的神祇，並期在“Gawai Batu”（伊班語：祭石節）時候會祭祀這位守護磨石的神。在祭石節，或是開發新農耕地區時候會將磨石供為聖物。他們相信人們利用的農作工具，都是來自於Raja Jembu的御座的磨石，深受其恩澤。